# 오정초등학교 (경기)
오정초등학교는 대한민국 경기도 부천시 오정구 원종동에 있는 공립 초등학교이다.

## 학교 연혁
- 1931년 9월 6일 설립인가
- 1932년 4월 6일 부천군 오정공립보통학교 개교
- 1935년 3월 25일 제1회 졸업식
- 1938년 4월 1일 오정공립심상소학교로 개칭
- 1941년 4월 1일 오정공립국민학교 개칭
- 1950년 6월 1일 오정국민학교로 개칭
- 1973년 7월 1일 김포군으로 편입
- 1975년 10월 1일 부천시로 편입
- 1981년 3월 1일 병설유치원 개원
- 1996년 3월 1일 오정초등학교 개명
- 2013년 3월 1일 일반학급 33학급, 특수학급(2), 유치원(3)
- 2013년 9월 1일 제28대 이인철 교장 부임
- 2014년 3월 1일 일반학급 33학급, 특수학급(2), 유치원(3)
- 2015년 3월 1일 일반학급 30학급, 특수학급(2), 유치원(4)
- 2016년 3월 1일 일반학급 28학급, 특수학급(2), 유치원(3)
- 2016년 9월 1일 제29대 강광희 교장 부임
- 2019년 10월 23일 급식조리실에서 작은 화재 발생

학생들과 교직원 약 250명이 대피하는 사태가 벌어짐

## 참고 자료
- 오정초등학교 - 한국교육학술정보원 학교알리미